# Kalle Moraeus
Karl Anders "Kalle" Moraeus, född 15 juli 1963 i Orsa församling, är en svensk musiker, spelman, tonsättare och programledare.

## Biografi

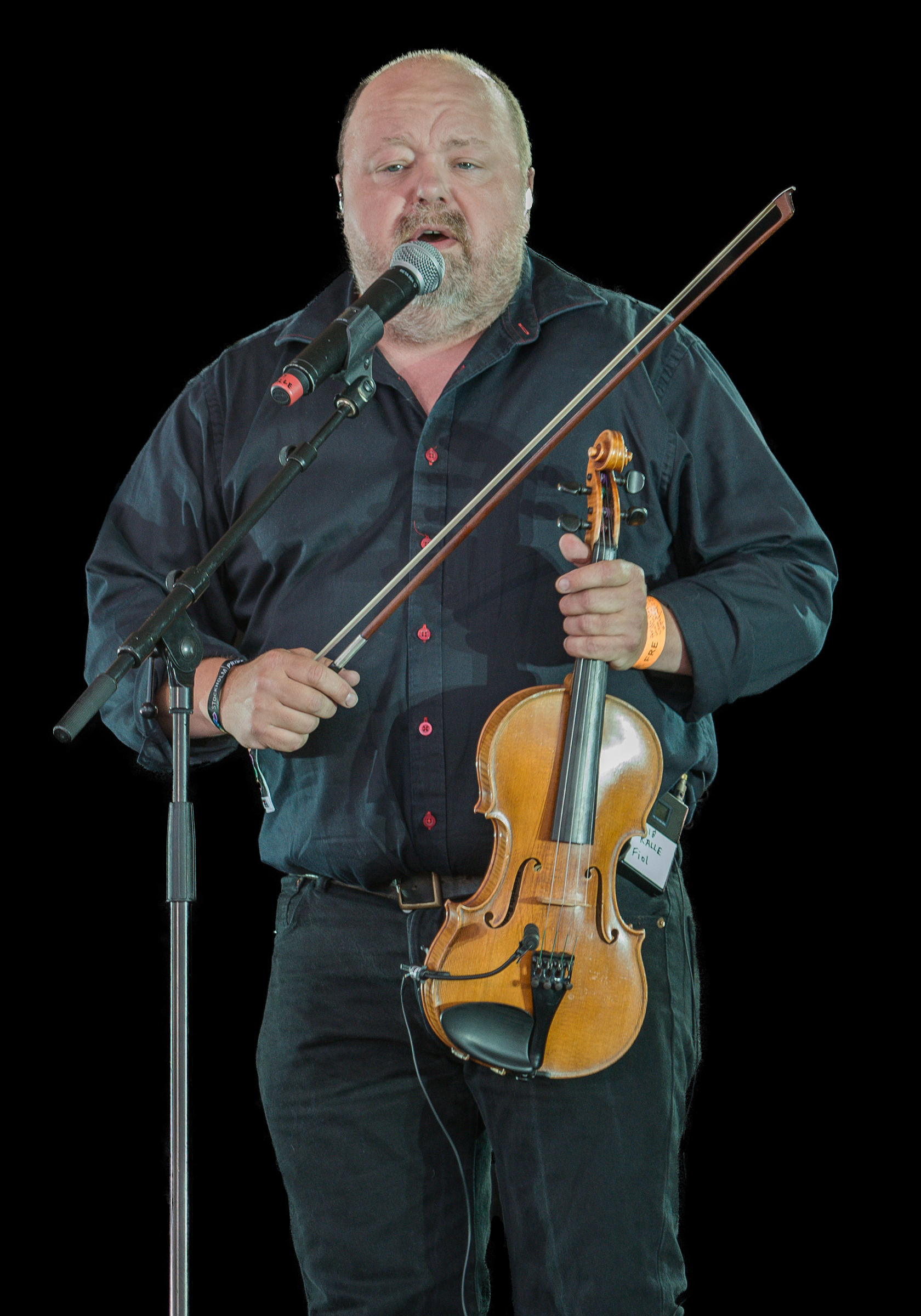
Kalle Moraeus på Stockholm Pride 2014.

Moraeus är utbildad vid Musikkonservatoriet Falun och Musikhögskolan i Göteborg. Han var tidigare anställd vid Kungliga filharmoniska orkestern, och är nu medlem i Orsa spelmän och Benny Anderssons Orkester.
Han blev svensk mästare i luftgitarr 1984. Tävlingen genomfördes på Berns Salonger.  Han är även medlem i rockbandet Hej Kalle. Moraeus spelar gärna med dragspelaren Bengan Janson och tillsammans är de den högst betalda spelmansduon i Sverige. Hans kompositioner har drag av såväl schlager, folkmusik och konstmusik och präglas ofta av stor lekfullhet. 
År 2006 belönades Moraeus med Povel Ramels Karamelodiktstipendium. Han blev den sista pristagaren som mottog priset av Ramel personligen.
Moraeus har framträtt i ett flertal tv-program, bland annat Allsång på Skansen, Så ska det låta och Körslaget (2010). I Körslaget vann han med Team Moraeus.  Vid sidan av musiken har Moraeus även haft mindre roller i ett antal filmer och tv-serier och under 2011 ställde han upp i TV-programmet På spåret där han tävlade med Py Bäckman. Lag Bäckman-Moraeus förlorade sin första match mot lag Benno-Apelgren.
Under hösten 2011 ledde Moraeus det egna TV-programmet Moraeus med mera. Programmet fick uppföljningar 2012, 2013, 2014, 2015, 2016 och 2017. I programmet bjöds det på musikalisk och intervjumässig underhållning av svensk men även av internationell musikelit, från ett tält vid Orsasjöns strand. 
Moraeus var julvärd på SVT under julafton 2011. Från och med säsongen 2013/2014 och till 2017 var Kalle Moraeus programledare för TV-programmet Så ska det låta.
2025 i maj startar Moraeus ett nytt Band som är ett 13-mannaband och får namnet Banna Sona Band. Bandets första konsert spelas på  Tjolöholms slott,

## Familj
Kalle Moraeus är son till byggnadschefen och riksspelmannen Erik Moraeus (1920–1989) och Margot Moraeus (född Jakobsson, 1924–1976). Han är bror till Per-Erik Moraeus och Olle Moraeus. En förfader var Johan Moraeus. Han har tidigare varit gift med Anita Moraeus och har i äktenskapet en dotter.
Moraeus far var ledare för spelmanslagen i Orsa och även för hela Dalarna.

## Priser och utmärkelser
- 2002 – Jussi Björlingstipendiet
- 2006 – Karamelodiktstipendiet
- 2009 – H.M. Konungens medalj i guld av 8:e storleken

## Diskografi
Soloalbum
- 1991 – Kalle Moraeus
- 2013 – Komma hem[10]

Kalle & Bengan
- 2001 – Live in Köttsjön
- 2005 – Julens bästa vänner

Kalle Moreaus & Hej Kalle
- 2003 – Bitå

### Medverkar på album
Orsa spelmän
- 2010 – Underbart

Benny Anderssons Orkester
- 2001 – Benny Anderssons orkester
- 2004 – BAO!
- 2006 – BAO på turné
- 2007 – BAO 3
- 2009 – Story of a Heart
- 2011 – O klang och jubeltid
- 2012 – Tomten har åkt hem

## Filmografi
- 1994 – Illusioner
- 1997 – Adam & Eva
- 2006 – Nisse Hults historiska snedsteg (TV-serie) – dalmas
- 2009 – Kenny Begins – rymdbrottsling
- 2011  – 2017 Moraeus med mera (TV-program, programledare)
- 2018 – Biggest Loser VIP (TV-serie)
- 2025 – Detektiverna (TV-serie)